# أولاد السي أبو يحيى (أولاد السي أبو يحيى)
أولاد السي أبو يحيى هي إحدى المشيخات الواقعة في غرب المغرب، وتتبع جغرافيا وإداريا للجماعة القروية التي تحمل نفس الاسم، جماعة أولاد السي أبو يحيى، التابعة بدورها لإقليم سيدي بنور. يقدر عدد سكان هذه المشيخة بـ 13389 نسمة حسب الإحصاء الرسمي للسكان والسكنى لسنة 2004.